# 水麝鼩属
水麝鼩属（学名：Chimarrogale）也称水鼩属、亞洲水鼩屬、东方水鼩属，是鼩鼱科蹼足鼩族的一属。

## 属征
水麝鼩属于一类半水栖哺乳动物，体型较小，颜色从灰色至灰褐色，与水底岩石颜色接近；没有背腹颜色界线；吻端较为扁平；脑腔容积比其他鼩鼱类大；耳壳小，游泳时能闭锁以防水；四肢趾端有白色硬毛，游泳时能增加与水接触的面积；毛发绵密，末端扁平，推测可能具有抗水及保暖性能，且全身毛发间夹杂较长的白色保护毛。

## 分类
本属确定有6个有效种：
- 马来亚水鼩（Chimarrogale hantu）
- 喜马拉雅水麝鼩\喜马拉雅水鼩（Chimarrogale himalayica）
- 婆罗洲水鼩\灰尾水鼩（Chimarrogale phaeura）
- 日本水鼩\大水麝鼩（Chimarrogale platycephalus）
- 灰腹水鼩\斯氏水麝鼩（Chimarrogale styani）
- 苏门水鼩（Chimarrogale sumatrana）

另外有利安德水鼩（Chimarrogale leander）长期被视为喜马拉雅水鼩的一个亚种，目前也有学者和资料将其视为独立物种。